# Manuel Del Moral
Manuel del Moral Fernández (Jaén, 25 februari 1984) is een Spaans voormalig profvoetballer die bij voorkeur als aanvaller speelde. Del Moral speelde in 2011 in het Spaans voetbalelftal een interland.

## Clubvoetbal
Del Moral stroomde in 2002 door vanuit de cantera van Atlético Madrid. In het seizoen 2002/2003 speelde hij voor Atlético Madrid B, het tweede elftal van de club. Het seizoen daarna werd Del Moral verhuurd aan Recreativo Huelva, destijds spelend in de Segunda División A. Del Moral debuteerde op 22 december 2005 in het shirt van Atlético in de Primera División, als invaller voor Martin Petrov in een wedstrijd tegen Athletic Bilbao. Een doorbraak bleef uit en Del Moral werd in 2006 verkocht aan Getafe. Hiermee was hij in 2007 verliezend finalist in de Copa del Rey. Omdat bekerwinnaar Sevilla zich via de competitie plaatste de UEFA Champions League, speelde Del Moral met Getafe in het seizoen 2007/08 in de UEFA Cup. In 2015 nam Real Valladolid Del Moral over van Sevilla. Van 2016 tot 2019 speelde Del Moral nog voor Numancia, Gimnastic en Rayo Majadahonda. Op 26 september 2019 kondigde Del Moral op 35-jarige leeftijd het einde van zijn voetballoopbaan aan.

## Nationaal elftal
Del Moral werd in 2003 met Spanje vicewereldkampioen op het WK onder 20 in de Verenigde Arabische Emiraten.

## Erelijst
Spanje onder 23
- Middellandse Zeespelen: 2005